# 오스카의 저주
오스카의 저주(Oscar love curse)는 아카데미 시상식에서 수상한 여배우들은 이혼을 하게 된다는 저주가 있다. 12년 동안 오스카상을 받은 12명의 여배우들 중에 9명이 이혼을 하였으며 대표적으로 기네스 팰트로, 줄리아 로버츠, 할리 베리, 샤를리즈 테론, 힐러리 스웽크, 리즈 위더스푼, 케이트 윈슬렛 등이 있다. 2010년에 여우주연상을 수상한 산드라 블록 역시 이 저주 때문에 이혼을 하게 됐다는 의혹이 제기된다. 오스카상을 수상한 여배우들이 파경을 겪게 되는 이유에 대해 할리우드 관계자는 "오스카상을 받은 뒤 여배우들의 지위가 높아지자 그 배우자들이 이에 스트레스를 받고 일탈하는 경우가 많아졌다"라며 분석했다. 오스카의 저주는 이런 파경 뿐만 아니라 여배우들의 흥행 부진으로도 나타난다는 속설이 있다. 이러한 속설 때문에 케이티 홈즈는 오스카상 수상을 거부하기도 했다.